# Country Music Association
Country Music Association håller till i Nashville. Organisationen bildades 1958, och det är de som delar ut årliga musikpriset CMA Awards. De arrangerar också CMA Music Festival.